# 于默奥市镇
63°50′N 20°15′E / 63.833°N 20.250°E
于默奥市镇（瑞典語：Umeå kommun）是瑞典北部西博滕省的一个市镇。其治所位于于默奥。